# Comunità montana del Bussento
La Comunità montana del Bussento era un ente locale di cui facevano parte alcuni comuni della provincia di Salerno. La stessa è stata accorpata dalla Regione Campania a fine 2008 con la Comunità montana Lambro e Mingardo nell'ambito di un piano di riorganizzazione di carattere regionale che ha portato gli Enti dal 27 a 20.
I comuni aderenti erano:
- Casaletto Spartano
- Caselle in Pittari
- Ispani
- Morigerati
- Santa Marina
- Sapri
- Torraca
- Torre Orsaia
- Tortorella
- Vibonati